# Шкоула, Мартин
Мартин Шко́ула (чеш. Martin Škoula; 28 октября 1979, Литомержице) — чешский хоккеист, защитник. Воспитанник клуба «Литвинов». Завершил карьеру в 2015 году.

## Карьера
Мартин Шкоула начал свою профессиональную карьеру в 1996 году в клубе чешской Экстралиги «Литвинов». В 1997 году Мартин отправился в Северную Америку, а спустя год на драфте НХЛ был выбран в 1 раунде под общим 17 номером клубом «Колорадо Эвеланш».
В 1999 году началась карьера Шкоулы в НХЛ, ставшая успешной во многом благодаря его атлетичному телосложению и прекрасному владению оборонительными навыками. В 2001 году Мартин в составе «Эвеланш» стал обладателем Кубка Стэнли. 21 февраля 2004 года Шкоула в результате обмена на Курта Сойера стал игроком «Анахайм Майти Дакс».
Во время локаута в НХЛ Мартин вернулся в Чехию, где вновь стал выступать за «Литвинов». 3 августа 2005 года Шкоула подписал 2-летний контракт с клубом «Даллас Старз», однако во второй половине сезона стал частью обмена на Уилли Митчелла, в результате чего оказался в команде «Миннесота Уайлд».
29 сентября 2009 года Мартин подписал однолетний контракт с клубом «Питтсбург Пингвинз», где стал резервным защитником, однако уже 3 марта 2010 года стало известно о том, что он стал частью обмена на Алексея Поникаровского, в результате которого оказался в «Торонто Мейпл Лифс», который в тот же день обменял его на выбор на драфте в «Нью-Джерси Девилз».
23 июня 2010 года, после 11 лет, проведённых в НХЛ, Шкоула вернулся в Европу, подписав однолетний контракт с омским «Авангардом», в составе которого в сезоне 2010/11 набрал 25 (3+22) очков в 66 проведённых матчах. 3 мая 2011 года Мартин продлил своё соглашение с клубом ещё на 2 года.
В сентябре 2012 года по «обоюдному согласию сторон» перешёл в пражский «Лев».
В декабре 2012 года был выставлен чешским клубом на драфт отказов.

### Международная
В составе сборной Чехии Мартин Шкоула принимал участие в Чемпионате Европы среди юниоров 1997, Олимпийских играх 2002, Кубке Мира 2004, чемпионатах Мира 2004, 2006 и 2011 годов, завоевав за это время серебряные и бронзовые награды мировых первенств. Также Мартин призывался в состав сборной для участия в матчах Еврохоккейтура.

## Достижения
- Серебряный призёр чемпионата Мира 2006.
- Бронзовый призёр чемпионата Мира 2011.
- Обладатель Кубка Стэнли 2001.
- Участник матча «Всех звёзд» КХЛ 2011.
- Финалист Кубка Гагарина 2012.

## Статистика
| Легенда | Легенда                    | Легенда | Легенда                   | Легенда | Легенда    |
| ------- | -------------------------- | ------- | ------------------------- | ------- | ---------- |
| И       | Количество проведённых игр | Штр     | Штрафное время            | +/−     | Плюс-минус |
| Г       | Голы                       | П       | Голевые передачи          | О       | Очки       |
| -       | Статистика неизвестна      | —       | Статистика не учитывалась |         |            |

### Клубная карьера
- a В этом сезоне в «Плей-офф» учитывается статистика игрока в Кубке Надежды.